# سوفل قلب

شنود صداهای طبیعی و غیرطبیعی قلب

سوفل قلب (انگلیسی: Heart murmur) به صداهای غیرمعمول قلب گفته می‌شود که در اثر گردش متلاطم خون در بدن ایجاد می‌شود. سوفل قلب معمولاً نتیجهٔ تنگ شدن یا نشت داشتن دریچه‌های قلب یا وجود گذرگاه‌های غیرعادی در نزدیکی قلب است که خون در آن‌ها جریان یافته باشد.

## انواع سوفل
سوفل در نتیجه افزایش جریان خون عبوری از یک دریچه طبیعی یا جریان معمول خون از یک دریچه یا ساختمان غیرطبیعی روی می‌دهد لذا به دو گروه پاتولوژیک (ناشی از بیماری) و غیرپاتولوژیک تقسیم می‌شوند.
سوفل‌های بی گناه (innocent) سوفل‌های سیستولیک آرام و کوتاهی هستند که با ناهنجاری‌های قلبی عروقی همراه نیستند. این سوفل‌ها ناشی از عبور جریان خون از دریچه‌های طبیعی آئورت و ریوی هستند و اغلب در بچه‌ها و نوجوانان قابل سمع اند و چندان اهمیت بالینی ندارد که در این حالت به آن‌ها سوفل‌های بی‌گناه گفته می‌شود.
سوفل‌هایی که در نتیجه افزایش جریان خون (مثلاً در حاملگی، کم خونی، تب، تیروتوکسیکوز و ورزش) پدیدار می‌شوند سوفل‌های فیزیولوژیک یا عملکردی نامیده می‌شوند چون در نتیجه تغییرات فیزیولوژیک ایجاد می‌شوند.
سوفل‌های پاتولوژیک: این سوفل‌ها اصولاً بر اثر تنگی دریچه‌ها یا نارسایی آن‌ها بروز می‌کنند. سوفل‌های دیاستولیک هرگز بی گناه یا فیزیولوژیک نیستند و وجود آن می‌تواند نشانهٔ سوءکارکرد یا بیماری باشد مانند سوفل دیاستولیک نارسایی دریچه آئورت. البته این صدا گاه در اثر ارتعاش و آشوب پدید می‌آید. یافته‌های غیرطبیعی در صداهای قلب شایع‌ترین علت ارجاع به متخصص قلب کودکان است.
بعضی سوفل‌ها هم در دیاستول سمع می‌شوند و هم در سیستل مانند سوفل ناشی از مجرای شریانی باز.